# A Night's Adventure (film 1915 Lubin)
A Night's Adventure è un cortometraggio muto del 1915 prodotto dalla Lubin. Il nome del regista non viene riportato nei credit del film, basato su un soggetto di Marc Edmund Jones.

## Produzione
Il film fu prodotto dalla Lubin Manufacturing Company.

## Distribuzione
Distribuito dalla General Film Company, il film - un cortometraggio in due bobine - uscì nelle sale USA il 3 febbraio 1915.